# Іллінська вулиця (Чернігів)
Іллінська вулиця — вулиця в Новозаводському районі міста Чернігова, історично склалася місцевість (район) Болдини гори, Лісковиця. Пролягає від вулиці Лісковицька до вулиці Олександра Тищинського при приляганні Болдинського провулка.
Прилягає вулиця Дем'яна Ігнатовича.

## Історія
Рік, коли вулицю було прокладено не встановлено. Тут була дорога до Іллінського печерного монастиря з ХІ століття, а її забудова та перетворення на вулицю було тривалим процесом. У списку вулиць, наведений С. Котляровим в «Опис міста Чернігова» (1851), вулиця відсутня. Основна забудова вулиці припадає на XVIII—XIX століття, яка частково збереглася на ділянці між вулицею Лісковицькою та Іллінською церквою. Споконвічна забудова вулиці представлена садибними будинками: № 24, 26, З0, 48, 50, у реконструйованому вигляді — № 34, 36, 38, 42 та інші.
1919 року Іллінська вулиця перейменована на вулицю Гліба Успенського — на честь російського письменника Гліба Успенського.
24 грудня 2015 року вулиці було повернуто історичну назву — на честь Іллінської церкви, за Розпорядженням міського голови Владислава Атрошенком Чернігівської міської ради № 308-р «Про перейменування вулиць міста».

## Забудова
Вулиця пролягає в південно-західному напрямку вздовж південного схилу Болдиних гір, де розташована одна з ділянок (комплекс споруд Іллінської церкви) національного історико-архітектурного заповідника «Чернігів стародавній». Вулиця розташована у заплаві річки Десна. Парна та непарна сторони вулиці зайняті садибною забудовою, крім парної сторони початку вулиці — Меморіал Слави, відкритий 8 травня 1986 року. На вулиці розташовані дерев'яні та цегляні одноповерхові будинки кінця ХІХ — початку ХХ століть.
Було проведено реконструкцію будинку (№ 38), де жив преподобний Лаврентій Чернігівський у період 1930—1950 років. На фасаді будинку встановлено меморіальну дошку. Споруджено навіс над будинком.
Установи:
1. будинок № 33 — Комплекс споруд Іллінської церкви — частина національного історико-архітектурного заповідника «Чернігів стародавній»

Пам'ятки архітектури національного значення:
1. будинок № 33 — Іллінська церква (кінець ХІ — початок ХІІ століть)
2. будинок № 33 — печери та підземні споруди (ХІ — XVIII століття)
3. будинок № 33 — дзвіниця (кінець ХІХ — початок ХХ століть)

Є ряд рядових історичних будівель, що не є пам'ятками архітектури чи історії: 5 садибних будинків.
Меморіальні дошки:
1. будинок № 38 — архімандриту Лаврентію Чернігівському — на будинку, де він жив